# Pirita (stadsdistrict)
Pirita (de klemtoon ligt op de eerste lettergreep, net als in de Russische naam Пирита; er is ook een Duitse naam: (Sankt-)Brigitten) is een van de acht stadsdistricten (Estisch: linnaosad) van Tallinn, de hoofdstad van Estland. Het stadsdistrict had 19.034 inwoners op 1 januari 2022 en beslaat een oppervlakte van 18,79 km². De bevolkingsdichtheid is dus iets meer dan 1.000/km². De meeste inwoners van het district zijn wat beter gesitueerd. Het huizenbestand is relatief nieuw, modern en meestal in particulier bezit.
Pirita is het meest noordoostelijke district van Tallinn. Het ligt aan de Baai van Tallinn. Het strand van Pirita is het langste van Tallinn en trekt in de zomer soms wel 30.000 bezoekers per dag. In Pirita mondt de gelijknamige rivier (Estisch: Pirita jõgi; Duits: Brigittenbach) in de Baai van Tallinn uit. In de monding van de Pirita werden in 1980 de Olympische kampioenschappen zeilen gehouden. Het leverde Tallinn een jachthaven op.

## Geschiedenis

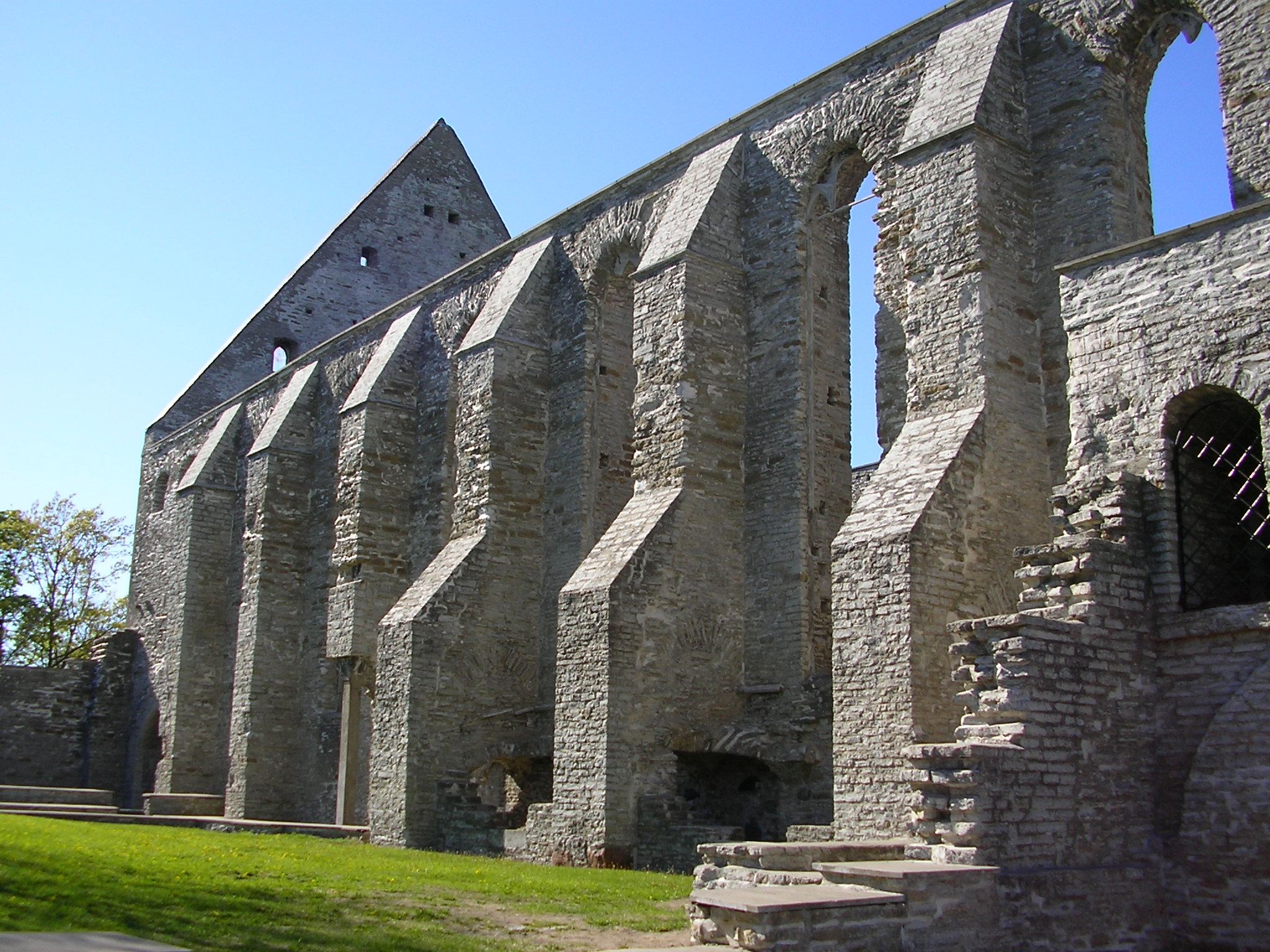
Ruïnes van het klooster van Sint-Birgitta

In 1349 kwam Tallinn, toen nog Reval geheten, in handen van de Duitse Orde. Sindsdien was de bovenlaag van de bevolking van Duitse afkomst en was Duits de voertaal in Estland. In 1417 begon in het gebied dat nu Pirita is, de bouw van een klooster, gewijd aan Sint-Birgitta. Het klooster, dat in het Duits Sankt Brigittenkloster genoemd werd (Estisch: Pirita klooster), kwam gereed in 1436. Het werd bewoond door zowel monniken als nonnen van de Orde der Birgittijnen en Birgittinessen en stond onder leiding van een abdis. De monniken en nonnen mochten overigens onderling geen contact hebben, tenzij door een klein luikje voorzien van tralies en gordijnen.
De kloosterkerk die bij het klooster hoorde, mat 24 x 56 meter. Inclusief uitbouwen bedroeg de oppervlakte 1.360 m². Daarmee was ze de grootste kerk van Noord-Europa.
In 1577, tijdens de Lijflandse Oorlog, gingen het klooster en de kerk in vlammen op. De bewoners werden verdreven. Sindsdien resteert van het klooster alleen nog een ruïne. In 2001 is er in de nabijheid van het oude klooster weer een nieuw, klein klooster geopend, bewoond door birgittinessen.

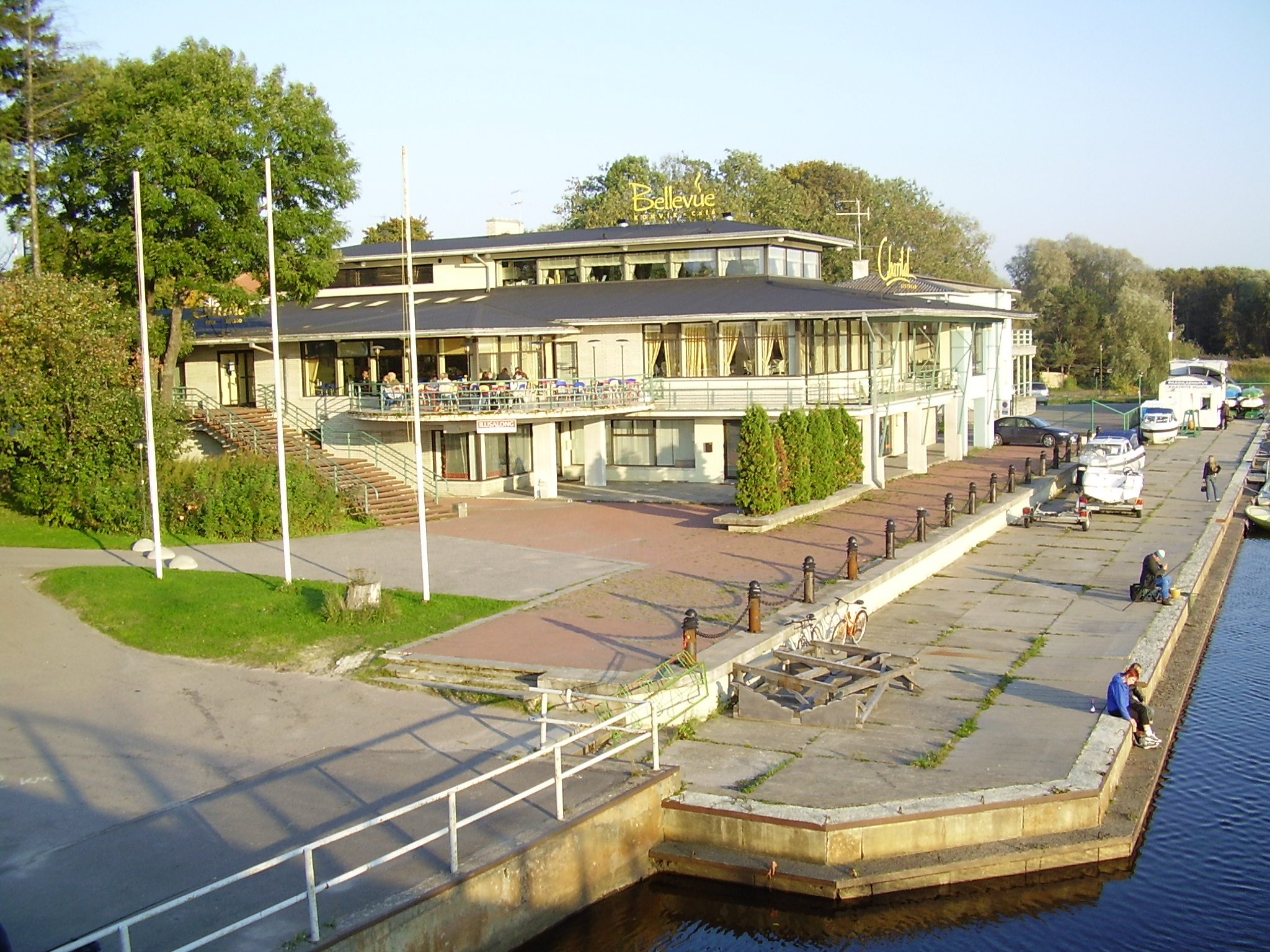
Het restaurant Bellevue aan de oever van de rivier Pirita, op korte afstand van de jachthaven

Rondom het klooster ontstond een kleine nederzetting. In de omgeving lagen enkele verspreide landgoederen, bewoond door grootgrondbezitters in hun landhuis met hun horigen. De horigen woonden bij elkaar in eenvoudige huisjes. Na de afschaffing van de lijfeigenschap in Estland in 1819 bleven de voormalige horigen meestal op het landgoed wonen en bleven ze werken als landarbeider. Hun nederzettingen groeiden vaak uit tot dorpen. Pirita bestond dus niet alleen uit het klooster met omgeving, maar daarnaast uit een aantal verspreide kernen. De namen van sommige landgoederen zijn nu nog terug te vinden in de namen van de subdistricten van Pirita.
In de 19e eeuw werden verspreid over het district een paar industriële ondernemingen opgezet. In de buurt van het strand, dat populair begon te worden, verrezen de eerste datsja’s. In de tijd van de onafhankelijkheid tussen de twee wereldoorlogen werden een paar dorpen uitgebreid volgens het concept van het tuindorp.
Na de Tweede Wereldoorlog werd de wijk verder uitgebreid met huizen en een aantal nutsvoorzieningen. Vooral de Olympische kampioenschappen zeilen van 1980, waarvoor een haven werd aangelegd (die nu in gebruik is als jachthaven), gaven het district een impuls. Enkele subdistricten, zoals Merivälja en Mähe, werden pas na de oorlog bij Tallinn gevoegd. Voor die tijd hoorden ze bij de omringende gemeenten.

## Pirita nu

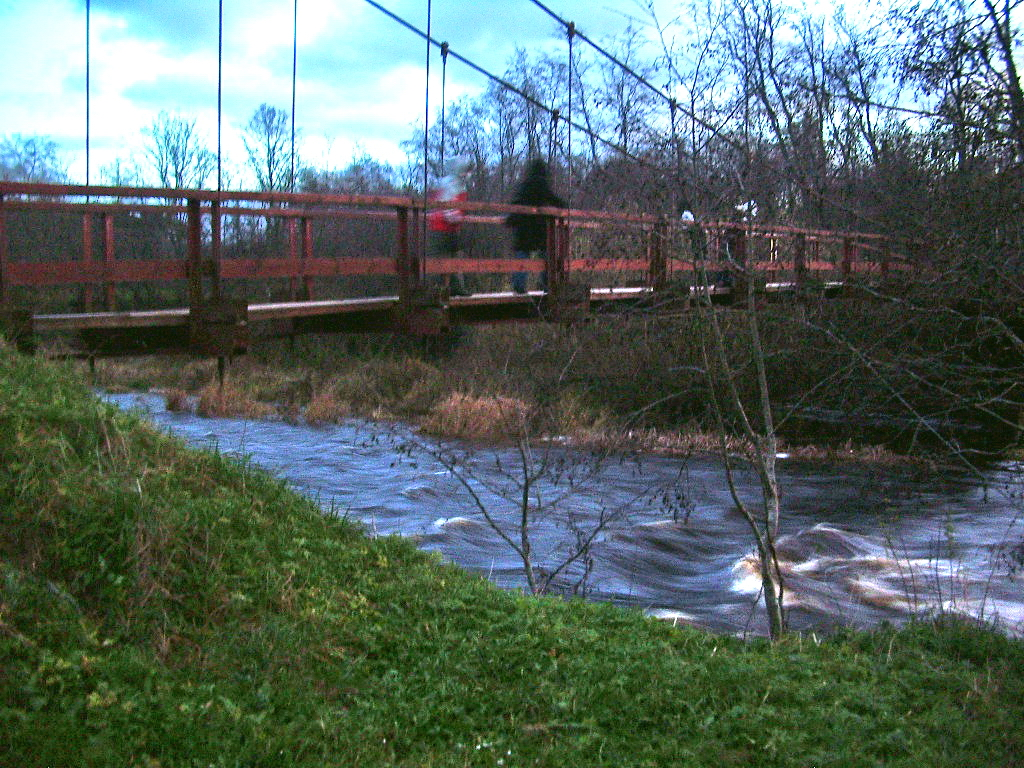
Hangbrug in de botanische tuin

Naast de kloosterruïne en het strand herbergt Pirita nog een aantal nutsvoorzieningen, zoals de televisietoren van Tallinn, een wielerstadion annex voetbalveld en een botanische tuin, die is aangelegd in 1961.
Op de ‘Woudbegraafplaats’ hebben vele prominente Esten hun laatste rustplaats gevonden. Onder hen zijn de vroegere presidenten Konstantin Päts, Johannes Vares en Lennart Meri, de componist Heino Eller, de dichteres Lydia Koidula en de schaker Paul Keres.
Pirita is onderverdeeld in negen subdistricten (Estisch: asumid): Iru, Kloostrimetsa, Kose, Laiaküla, Lepiku, Maarjamäe, Merivälja, Mähe en Pirita. In het subdistrict Pirita liggen de kloosterruïne, de jachthaven en het strand.

## Samenstelling van de bevolking
Van de inwoners heeft 73,8% Estisch als moedertaal, 19,7% Russisch, 1,9% Oekraïens, 0,7% Wit-Russisch en 0,7% Fins. Etnische afkomst valt in Estland niet samen met nationaliteit. 89,4% van de bevolking van Pirita heeft het Estische staatsburgerschap en 3,7% het Russische. 1,7% is stateloos en 0,8% heeft de Finse nationaliteit (cijfers van januari 2020).